# Икроножная мышца
Икроно́жная мышца (лат. Musculus gastrocnemius) — двуглавая мышца на задней поверхности голени человека. Расположена над камбаловидной мышцей, вместе с которой крепится к пятке через толстое ахиллово сухожилие.

## Описание
Икроножная мышца образована двумя  мощными мясистыми головками — медиальной и латеральной. Более мощная медиальная головка, caput mediale, начинается от подколенной поверхности над медиальным мыщелком бедренной кости, а латеральная головка, caput laterale, — симметрично ей, но несколько ниже, над латеральным мыщелком бедренной кости. Под каждым из сухожилий указанных головок на мыщелках располагаются соответственно медиальная подсухожильная сумка икроножной мышцы, bursa subtendinea m. gastrocnemii medialis и латеральная подсухожильная сумка икроножной мышцы, bursa subtendinea m. gastrocnemii lateralis. Своими начальными отделами головки ограничивают снизу подколенную ямку. Направляясь книзу, обе головки соединяются вместе примерно на середине голени, а затем переходят в общее сухожилие, которое, слившись с сухожилием m. soleus, продолжается в массивное пяточное (ахиллово) сухожилие tendo calcaneus (Achillis), прикрепляющееся к задней поверхности бугра пяточной кости.
Функциональная деятельность включает в первую очередь движение стопы в сагиттальной плоскости и стабилизацию тела при движении (ходьбе и беге).
При перенапряжении икроножной мышцы в ней могут возникать судороги. Кроме того, спазмы могут свидетельствовать о расстройствах их артериального и венозного кровоснабжения, а также о недостатке микроэлементов и недостаточном стимулировании мышц нервами. Травмы икроножной мышцы могут произойти при нагрузке, превышающей её возможности, иногда от удара по ней, а также от умеренной, но повторяющейся нагрузки — например, у занимающихся бегом, баскетболом или футболом.
Антагонистом является передняя большеберцовая мышца. Каждая из глав икроножной мышцы иннервируются ветвями большеберцового нерва, с корнем в S1 и S2. Площадь кожного покрова мышцы иннервируют нервы из корешков L4, L5 и S2.

## Изображения
- Сечение по середине левой ноги, вид сверху..
- Задняя часть левой нижней конечности.
- Икроножная мышца.
- Икроножная мышца.
- Икроножная мышца.